# Pacifiphantes zakharovi
Pacifiphantes zakharovi là một loài nhện trong họ Linyphiidae.
Loài này thuộc chi Pacifiphantes. Pacifiphantes zakharovi được Kirill Yuryevich Eskov & Yuri M. Marusik miêu tả năm 1994.